# ماغنا بلازا

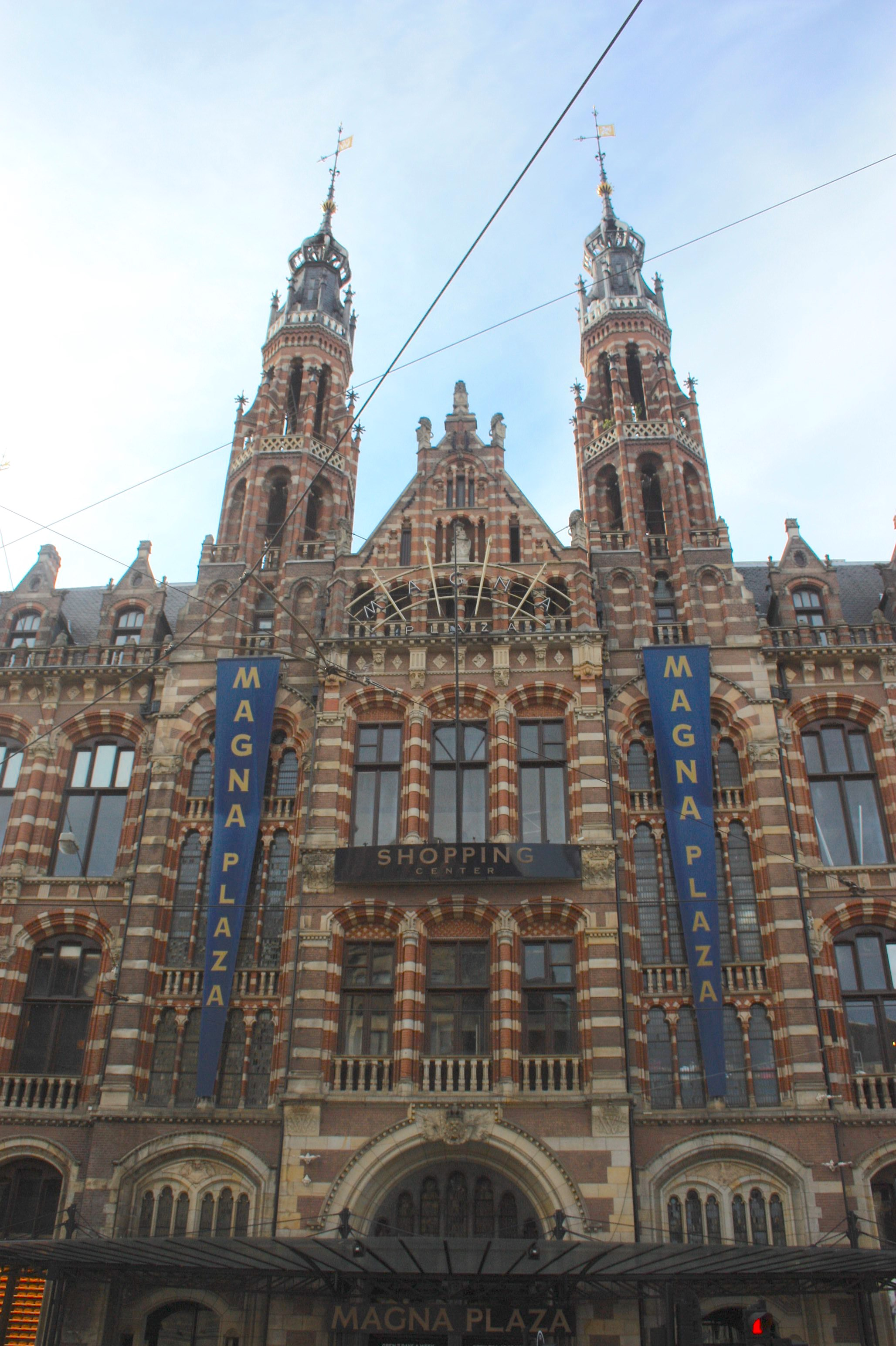
المدخل والبرج المركزي، ماغنا بلازا، أمستردام

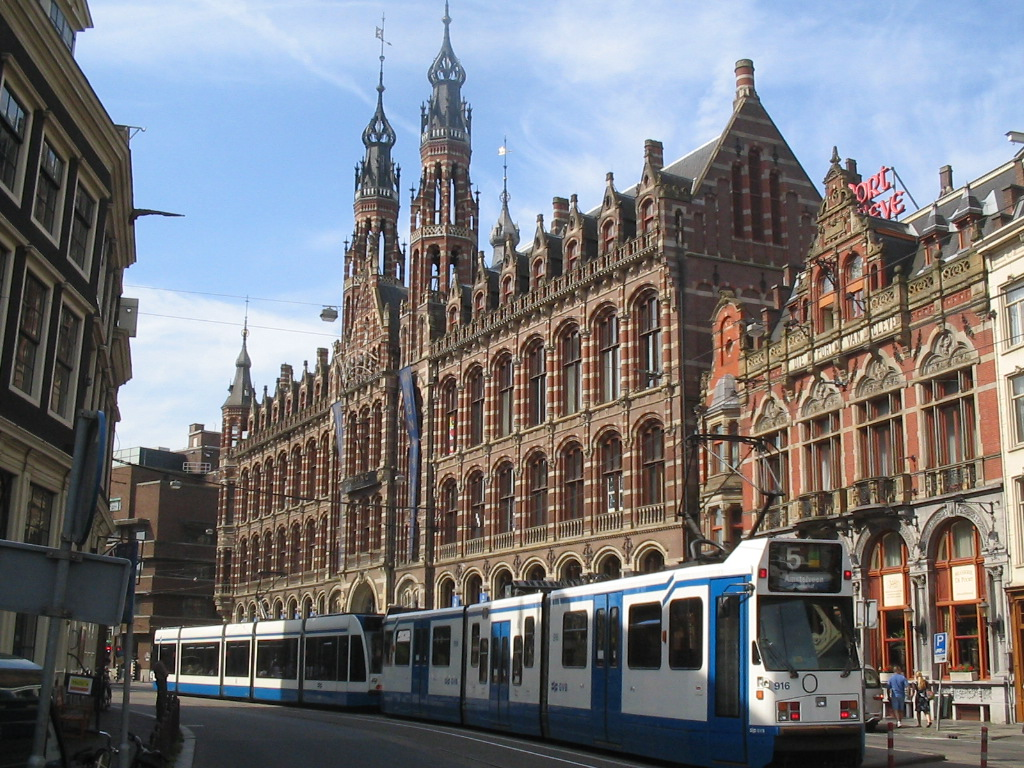
مكتب البريد القديم، حالياً ماغنا بلازا.

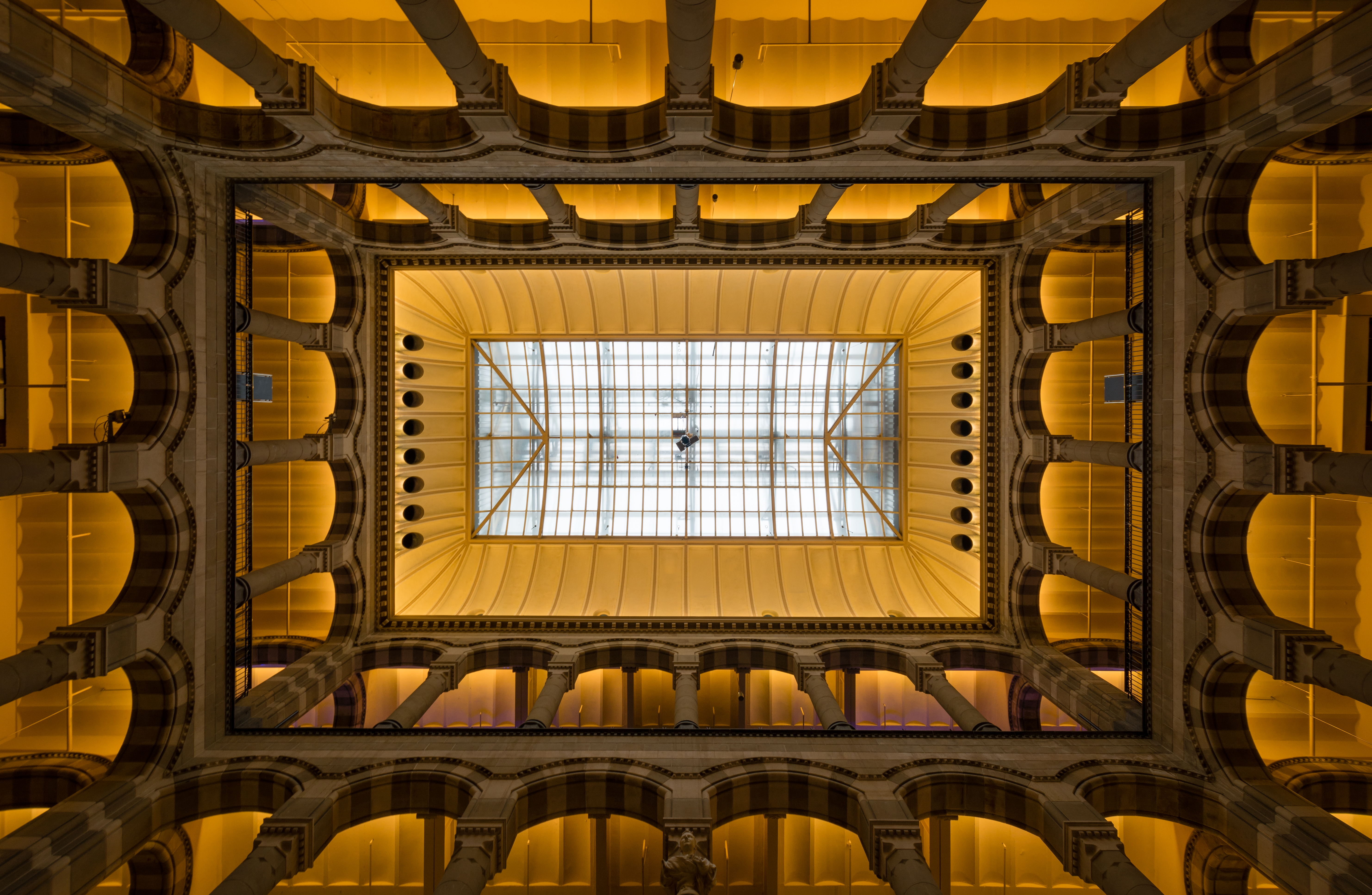
منظر داخلي إلى الأعلى يظهر فتحة السقف والقناطر

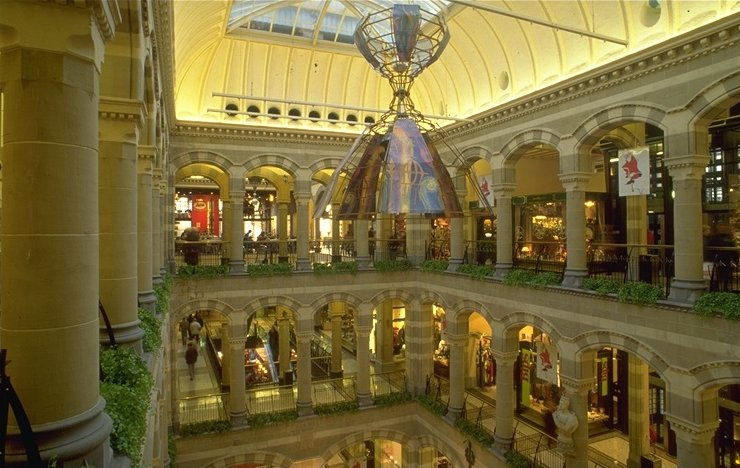
القاعة الكبرى في ماغنا بلازا.

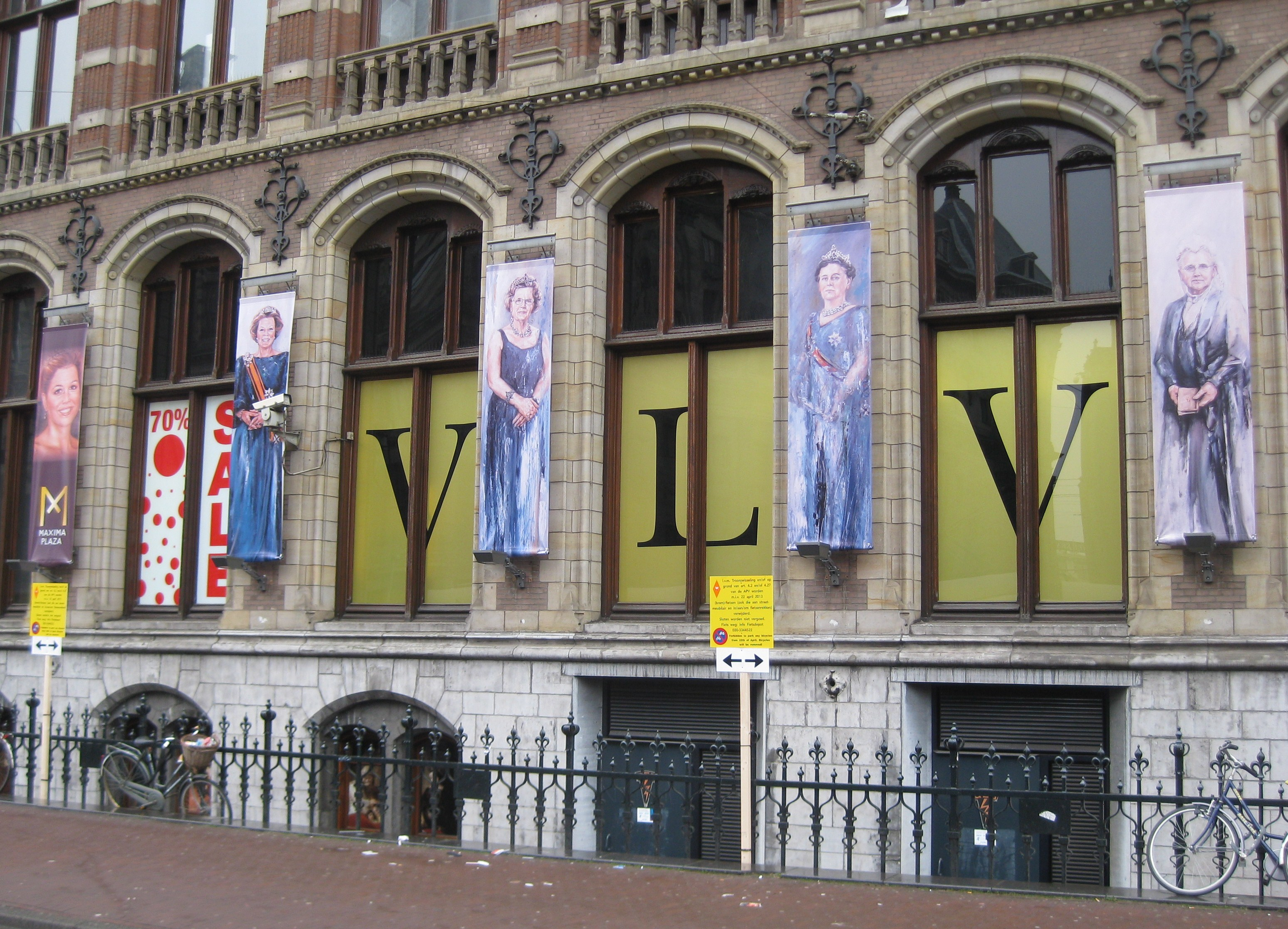
تزين المبنى أثناء تتويج ملك هولندا ويليم ألكسندر

مكتب البريد الرئيسي السابق في أمستردام، وهو حالياً مركز تسوق فخم يُعرف باسم ماغنا بلازا Magna Plaza، هو مبنى ضخم يقع في (شارع نيوزايدس فوربورخفال، 182) Nieuwezijds Voorburgwal 182، أمستردام، هولندا خلف القصر الملكي. تم بنائه بين عامي 1895-1899 على شكل مزيج من طراز القوطية الجديدة وعصر النهضة. يُصنّف المبنى على أنه رايكس مونيومنت (تراث وطني) منذ 9 يوليو 1974، وهو أحد أفضل 100 موقع تراثي هولندي. 

## التاريخ
تم بناء مكتب بريد أمستردام في الفترة من 1895 إلى 1899، من تصميم كورنيليس بيترز. حل محل مكتب البريد الملكي لعام 1854، الذي صممه المهندسان فريدريك ويليم كونراد وكورنليس آوتشورن، والذي استخدم كمعرض قبل إزالته عام 1897.

## الشكل الخارجي
الجزء الخارجي مزخرف بشكل كبير بآجر (قرميد) متعدد الألوان مع تفاصيل من الحجر الطبيعي، بما في ذلك تأطير جميع النوافذ والأبواب. يوجد عبر حواف السقف المائل عدد كبير من الـنوافذ الناتئة، ولكل منها جملون متدرج.
نظراً للتيجان ذات شكل الكمثرى (الإجاص) الموجودة أعلى الأبراج ، فقد تمت تسمية المبنى بالعامية "Perenburg" (بالعربية: سور الكمثرى ).

## المبنى من الداخل
يتكون الجزء الداخلي من المبنى من قاعة مركزية يعلوها شرفتين في الطابقين العلويين، تحيط بها قناطر متتالية (وتتوج بفتحة سقف. كانت الوظيفة العامة للمبنى مقصورة على الطابق الأرضي، بينما كان الوصول إلى باقي المبنى متاحاً فقط لموظفي PTT (كيه بي إن: هيئة البريد والتلغراف والتلفون الهولندية).
في عام 1987، أعلنت PTT أنها تنوي إخلاء المبنى، وباعته في العام التالي مقابل 7,5 مليون خولدة (حوالي 3,2 مليون يورو) إلى Larmag، وهو مطور عقاري سويدي، كان ينوي إعادة توظيف المبنى كمركز تسوق فاخر.
كانت صيانة المبنى الضخم واستخدامه على النحو الأمثل معياراً رئيسياً للعمل. بدأ البناء في فبراير/شباط 1991. اقتصر العمل الخارجي في الغالب على تنظيف وإصلاح وترميم الواجهات. فيما أعيد بناء الجزء الداخلي من المبنى بالكامل مع الحفاظ على الهياكل الحاملة والعناصر الزخرفية.

## التجديد ومركز التسوق
تأخر العمل بسبب مشاكل فنية غير متوقعة؛ كان لابد من استبدال أساس المبنى، واتضح أن العديد من العوارض مجوفة.
تم ربط طوابق المول الجديد بالسلالم الكهربائية والمصاعد. وتمت صيانة السلالم الموجودة؛ اثنان كدرج للطوارئ وواحد كسلم عام.
تم إنشاء مكاتب في العلية قرب فتحة السقف. قاد عملية التجديد المهندس الهولندي هانس راوسينارس Hans Ruijssenaars. تم افتتاح مركز التسوق ماغنا بلازا، الذي سمي على اسم الرئيس التنفيذي لشركة Lars-Erik Magnusson (لارس إيرك ماغنسون)، للجمهور أخيرًا في 17 أغسطس/آب 1992.

## صور تاريخية

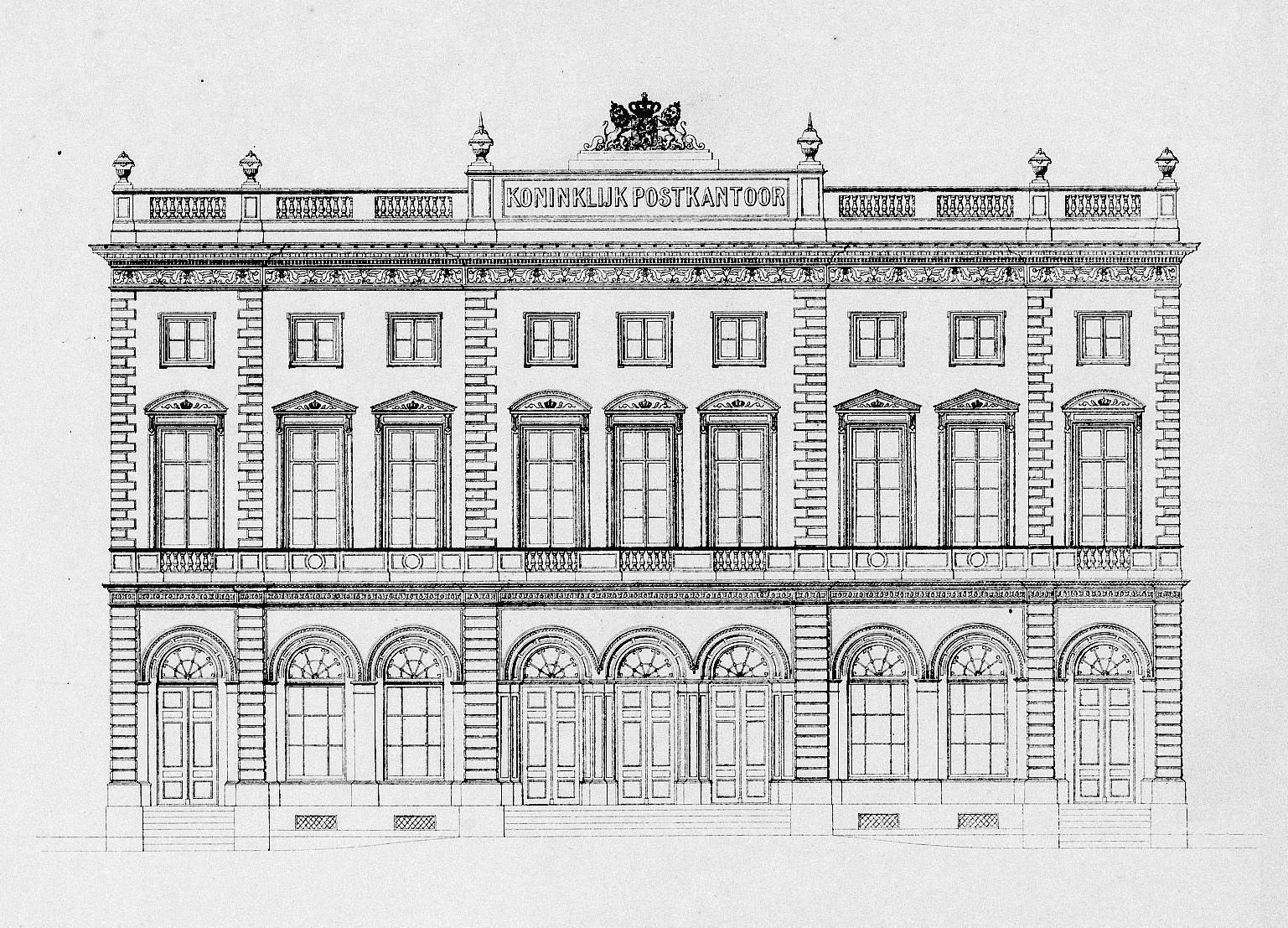
رسم من عام 1854 لمكتب البريد الملكي الأقدم في شارع نيوزايدس فوربرخفال، 192، والذي تم إزالته في عام 1897
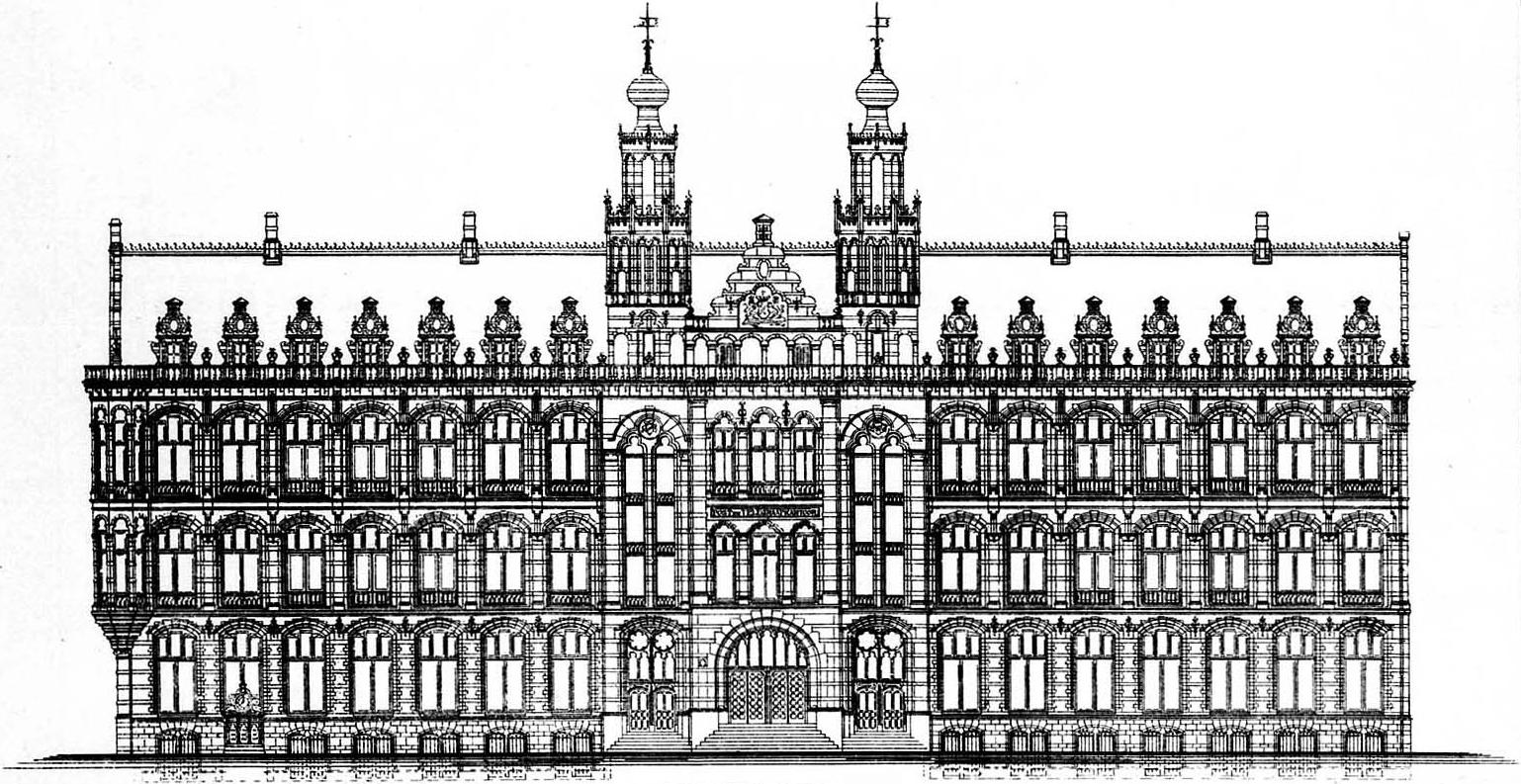
رسم من القرن التاسع عشر لمكتب البريد الرئيسي كما يظهر من شارع نيوزايدس فوربرخفال.
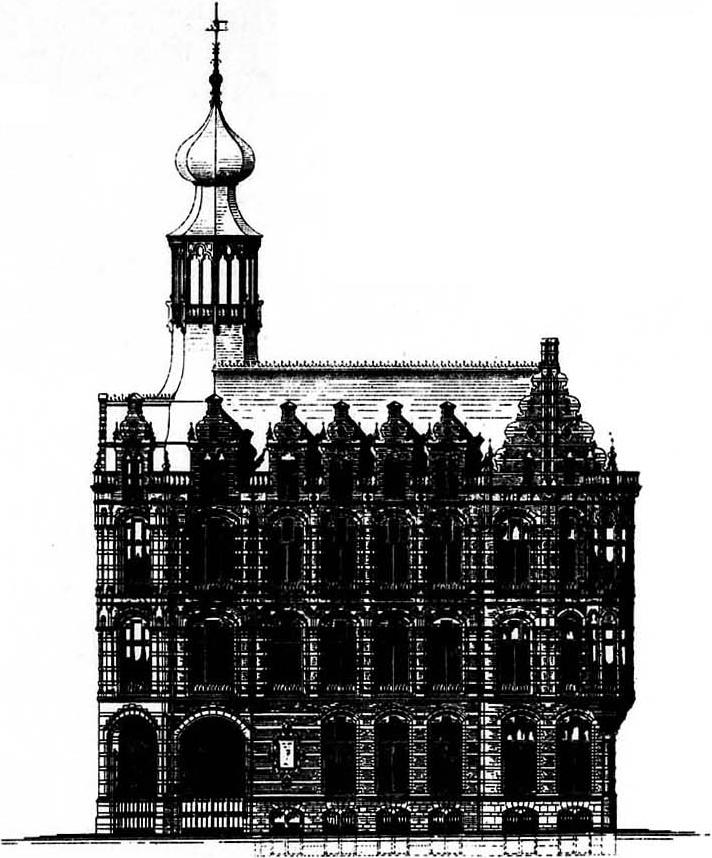
رسم من القرن التاسع عشر لجانب مكتب البريد الرئيسي كما يظهر من شارع رادهاوس
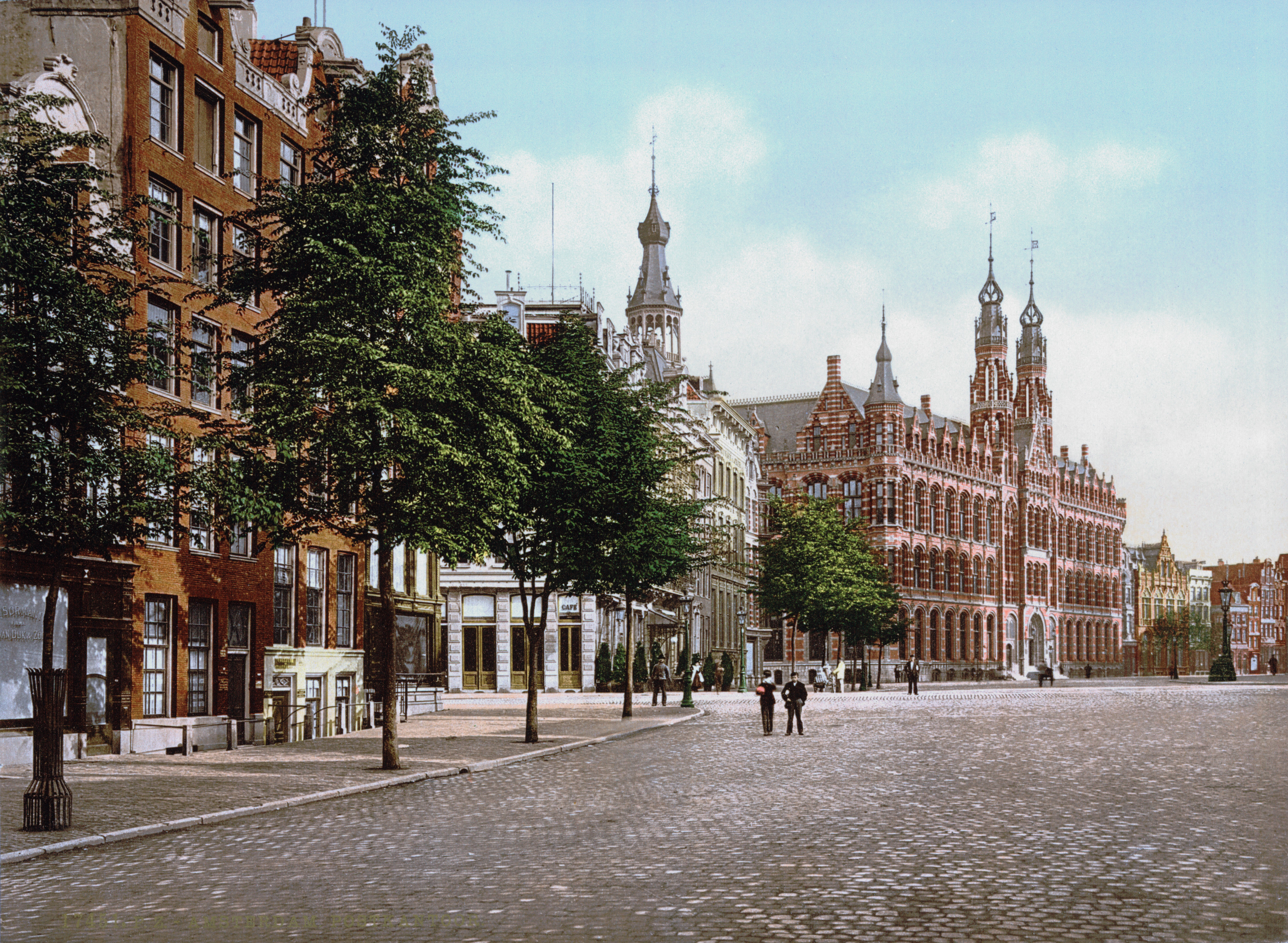
مكتب بريد أمستردام الرئيسي في عام 1900.